# Coelocrossa
Coelocrossa là một chi bướm đêm thuộc họ Geometridae.

## Các loài
- Coelocrossa drepanucha Turner, 1919
- Coelocrossa hypocrocea Turner, 1919